# Harry Bellaver
Enrico Bellaver, detto Harry (Hillsboro, 12 febbraio 1905 – Nyack, 8 agosto 1993), è stato un attore statunitense.

## Filmografia parziale

### Cinema
- Si riparla dell'uomo ombra (Another Thin Man), regia di W. S. Van Dyke (1939)
- La casa della 92ª strada (The House on 92nd Street), regia di Henry Hathaway (1945)
- La via della morte (Side Street), regia di Anthony Mann (1949)
- Intermezzo matrimoniale (Perfect Strangers), regia di Bretaigne Windust (1950)
- Uomo bianco tu vivrai! (No Way Out), regia di Joseph L. Mankiewicz (1950)
- Il passo degli apaches (Stage to Tucson), regia di Ralph Murphy (1950)
- Il ratto delle zitelle (The Lemon Drop Kid), regia di Sidney Lanfield (1951)
- Arrivano i carri armati (The Tanks Are Coming), regia di Lewis Seiler (1951)
- Perdonami se ho peccato (Something to Live For), regia di George Stevens (1952)
- Da qui all'eternità (From Here to Eternity), regia di Fred Zinnemann (1953)
- Pioggia (Miss Sadie Thompson), regia di Curtis Bernhardt (1953)
- The Great Diamond Robbery, regia di Robert Z. Leonard (1954)
- Amami o lasciami (Love Me or Leave Me), regia di Charles Vidor (1955)
- Serenata (Serenade), regia di Anthony Mann (1956)
- Le tre notti di Eva (The Birds and the Bees), regia di Norman Taurog (1956)
- I bassifondi del porto (Slaughter on Tenth Avenue), regia di Arnold Laven (1957)
- Il vecchio e il mare (The Old Man and the Sea), regia di John Sturges (1958)
- La dura legge (One Potato, Two Potato), regia di Larry Peerce (1964)
- Una splendida canaglia (A Fine Madness), regia di Irvin Kershner (1966)
- Squadra omicidi, sparate a vista! (Madigan), regia di Don Siegel (1968)
- La pietra che scotta (The Hot Rock), regia di Peter Yates (1972)
- Tuta blu (Blue Collar), regia di Paul Schrader (1978)
- Eroe offresi (Hero at Large), regia di Martin Davidson (1980)
- Stuff - Il gelato che uccide (The Stuff), regia di Larry Cohen (1985)

### Televisione
- Actor's Studio – serie TV (1949)
- The Adventures of Ellery Queen – serie TV (1951)
- Lux Video Theatre – serie TV (1951)
- Suspense – serie TV (1951-1953)
- Tom Corbett, Space Cadet – serie TV (1954)
- Inner Sanctum – serie TV (1954)
- The United States Steel Hour – serie TV (1954)
- The Philco Television Playhouse – serie TV (1952-1955)
- Studio One – serie TV (1954-1956)
- Alfred Hitchcock presenta (Alfred Hitchcock Presents) – serie TV (1957)
- Climax! – serie TV (1955-1957)
- The Alcoa Hour – serie TV, episodio 2x15 (1957)
- Navy Log – serie TV, episodio 3x09 (1957)
- La città in controluce (Naked City) – serie TV (1958-1963)
- Ricercato vivo o morto (Wanted: Dead or Alive) – serie TV, episodio 2x08 (1959)
- Sugarfoot – serie TV, episodio 3x12 (1960)
- Lock-Up – serie TV, episodio 1x31 (1960)
- Tightrope – serie TV, episodio 1x29 (1960)
- Mr. Belvedere – film TV (1965)
- The Wackiest Ship in the Army – serie TV, episodio 1x20 (1966)
- Honey West – serie TV, episodio 1x12 (1965)
- F.B.I. (The F.B.I.) – serie TV (1965-1967)
- Kojak – serie TV, episodio 4x06 (1976)
- Rivkin, cacciatore di taglie (Rivkin: Bounty Hunter), regia di Harry Harris – film TV (1981)